# Zoltán Gera
Zoltán Gera, född 22 april 1979 i Pécs, Ungern, är en ungersk före detta fotbollsspelare och numera tränare. Han har även representerat Ungerns fotbollslandslag. 
Han tillbringade säsongerna 2008/2009 till 2010/2011 i Fulham, innan han den 2 augusti 2011 skrev på för West Bromwich Albion.